# 室利膺陀羅鐵
室利膺陀羅鐵（1188年—1270年），或譯室利膺沙羅鐵，他是素可泰王國帕鑾王朝的開國君主，1238年至1270年間在位。室利膺陀羅鐵創建了泰族歷史上的第一個王國，帶領族人擺脫了高棉吳哥王朝的統治。

## 生平
室利膺陀羅鐵早年稱坤邦克覽滔（Khun Bang Klang Thao）或坤邦克朗豪（Khun Bang Klang Hao），意為「治天之君」。他是邦揚（Bang Yang）地區的首領，當時隸屬於高棉吳哥王朝的西部疆域。
1238年，坤邦克覽滔與孟拉（Mueang Rat）首領坤波孟起兵反抗高棉的統治，大敗高棉大將柯倫喃蓬（Khlon Lamphong）。坤邦克覽滔入主素可泰城，建立素可泰王國。坤邦克覽滔以室利膺陀羅鐵為稱號，意為「室利·因陀羅·阿底提耶」（Sri Indraditya）。坤邦克覽滔受泰族百姓愛戴，被認為可與泰族傳奇英雄帕鑾（Phra Ruang）並稱，因此也有帕鑾的稱號，其所建的王朝被稱帕鑾王朝。
室利膺陀羅鐵東征西討，廣闢疆土，三子蘭甘亨曾於達城大敗高棉王子佐德（Chot）。室利膺陀羅鐵在位期間，素可泰的泰族移民大量增加。1270年，室利膺陀羅鐵崩逝，次子班孟繼位為王。